# 1590-talet

## Händelser
- 25 februari 1593 - Uppsala möte hålls
- 19 februari 1594 - Sigismund kröns i Uppsala domkyrka
- 25 september 1598 - Slaget vid Stångebro utkämpas.
- 10 november 1599 - Åbo blodbad äger rum.

## Födda
- 13 juli 1590 – Clemens X, påve.
- 9 december 1594 – Gustav II Adolf, kung av Sverige.
- 10 mars 1596 – Maria Elisabet av Sverige, prinsessa av Sverige.
- 13 februari 1599 – Alexander VII, påve.

## Avlidna
- 10 augusti 1590 – Kristina av Danmark, prinsessa av Danmark, hertiginna av Milano och hertiginna av Lothringen.
- 27 augusti 1590 – Sixtus V, påve.
- 27 september 1590 - Urban VII, påve.
- 16 oktober 1591 – Gregorius XIV, påve.
- 30 december 1591 – Innocentius IX, påve.
- 17 november 1592 – Johan III, kung av Sverige.